# إريك مارتن (مهندس)
إريك مارتن (بالإنجليزية: Eric Martin) هو مهندس أمريكي، ولد في 6 فبراير 1969 في Hixson, Tennessee ‏ في الولايات المتحدة، وتوفي في 9 أكتوبر 2002 في تشارلوت في الولايات المتحدة.

## وصلات خارجية
- إريك مارتن على موقع Racing-Reference.info (الإنجليزية)